# Ynys Llanddwyn
Llanddwyn Island (walisisch Ynys Llanddwyn) ist eine Gezeiteninsel vor der Westküste von Anglesey in Wales. Auf ihr steht der 1873 errichtete Leuchtturm „Tŵr Bach lighthouse“.

## Trivia
2010/2011 wurde der britische Film Retreat größtenteils auf der Insel gedreht.